# The Mad Doctor of Market Street
The Mad Doctor of Market Street is een Amerikaanse horrorfilm uit 1942 onder regie van Joseph H. Lewis.

## Verhaal
Dr. Ralph Benson is een krankzinnige geleerde, die experimenten uitvoert in zijn geheime lab. Als zijn plannen aan het licht komen, vlucht hij weg uit San Francisco. Hij komt terecht op een afgelegen eiland en zet er de inheemse bevolking naar zijn hand. Een schipbreukeling schiet de inboorlingen te hulp.

## Rolverdeling
| Acteur          | Personage                 |
| --------------- | ------------------------- |
| Lionel Atwill   | Graham / Dr. Ralph Benson |
| Una Merkel      | Tante Margaret Wentworth  |
| Claire Dodd     | Patricia Wentworth        |
| Nat Pendleton   | Red Hogan                 |
| Anne Nagel      | Mevrouw Saunders          |
| Hardie Albright | William Saunders          |
| Richard Davies  | Jim                       |
| John Eldredge   | Dwight                    |
| Mala            | Barab                     |
| Noble Johnson   | Elan                      |
| Rosina Galli    | Tanao                     |
| Al Kikume       | Kalo                      |
| Milton Kibbee   | Hadley                    |
| Byron Shores    | Crandall                  |
| Tani Marsh      | Tahitiaanse danseres      |